# Vladimir Alexejevič Čivilichin
Vladimir Alexejevič Čivilichin (rusky Владимир Алексеевич Чивилихин; 7. března 1928, Mariinsk, Kemerovská oblast – 9. června 1984, Moskva) byl ruský sovětský novinář a spisovatel.

## Život
Narodil se roku 1928 v sibiřském městečku Mariinsk. O rok později se s celou rodnou přestěhoval do města Tajga, kde jeho otec pracoval v železničním depu. Zde vystudoval střední odbornou školu národního hospodářství a krátce pracoval jako mistr a odborný učitel v železničářském učilišti ve městě Uzlovaja u Moskvy. Ke konci Velké vlastenecké války se odstěhoval k sestře do Černigova a od roku 1946 byl literárně činný. Přispíval do oblastních listů a do Komsomolské pravdy (Комсомольская правда).
Od roku 1952 byl členem Komunistické strany sovětského svazu, roku 1954 vystudoval fakultu žurnalistiky na Moskevské státní univerzitě a jako stálý dopisovatel Komsomolské pravdy procestoval mnohá zajímavá místa Sovětského svazu. Z tohoto období vytěžil námět pro svou první knihu dokumentárních příběhů ze života železničářů za polárním kruhem Живая сила (1957, Živá síla). Jeho další sbírky dokumentárních povídek již ale znamenají přechod k beletristické próze. Roku 1961 se stal členem Svazu sovětských spisovatelů. Hlavním tématem jeho děl je člověk, společnost a příroda. Kromě povídek a novel, které publikoval především v časopise Molodaja gvardija (Молодая гвардия), psal také fundované články, reportáže a pojednání, v nichž si všímá problémů ekologie a racionálního využití přírodního bohatství.
Zemřel roku 1984 v Moskvě a je pohřben na Kuncevském hřbitově.

## Dílo
- Живая сила (1957, Živá síla), dokumentární román ze života železničářů za polárním kruhem.
- Серебряные рельсы (1960, Stříbrné koleje), dokumentární příběh o vyměřování budoucí železniční tratě v pohoří Sajany.
- Шуми, тайга, шуми! (1962, Šum, tajgo, šum!), sbírka dokumentárních povídek.
- Светлое око Сибири (1963, Jasné oko Sibiře), článek z časopisu Říjen (Октябрь) zabývající se Bajkalem a možným poničením jeho ekosystému průmyslovými stavbami.
- Про Клаву Иванову (1964), milostný příběh.
- Ёлки-моталки (1965), česky jako Požár v Tajze, dobrodružná novela odehrávající se při ničivém požáru v tajze.
- Над уровнем моря (1967), sbírka povídek.
- Любит ли она тебя? (1968), sbírka publicistických prací.
- Земля в беде (1969, Země v nesnázích), esej, ve kterém autor kritizuje přístup lidí k zemi, k níž se nechovají jako dobří hospodáři.
- Здравствуйте, мама! (1969), román líčící život prosté ukrajinské ženy, která se za druhé světové války staral o skupinu osiřelých dětí, jejichž rodiče padli.
- Пёстрый камень (1969), sbírka povídek.
- Стихотворения» (1974, Básně).
- Шведские остановки (1975, Švédská zastavení), cestopis.
- По городам и весям (1976), souborné vydání autorových statí a esejů. Obsahuje Тихая заводь, Месяц в Кедрограде, Светлое око Сибири, Течет река Волга..., О чем шумят русские леса?, Вечный источник, Поющие пески, Как вам дышится, горожане?, Слово о кедре, Земля-кормилица, Города в тени деревьев, Лесная бухгалтерия a  Шведские остановки.
- Светлое око (1980, Jasné oko), autorovy články, stati a projevy týkající se ochrany přírody.
- Память (1982—1984, Paměť). vrcholné autorovo dílo, dvoudílný román-esej zabývající se tisíciletou historií Ruska.[4] Kniha má několik tematických bloků: mongolský vpád, vznik eposu Slovo o pluku Igorově (zde rozvíjí teorii, že jeho autorem je sám kníže Igor Svjatoslavič, což bylo vědeckými kruhy odmítnuto[5]) nebo děkabristé.
- Зеркало души (1987, Zrcadlo duše), posmrtně vydané autorovy žurnalistické práce.
- Дорога (1989, Cesta), posmrtně vydaný nedokončený autorův román líčí ruskou společnost konce 19. století.

## Ocenění
Za své práce dostal Čivilichin celou řadu ocenění:
- Cena leninského Komsomolu (1966) za díla Серебряные рельсы, Про Клаву Иванову a !!Ёлки-моталки.
- Státní cena Ruské sovětské federativní republiky (1977) za knihu По городам и весям.
- Státní cena Sovětského svazu (1982) za román-fejeton Память.
- Řád Odznak cti (dvakrát).

## Filmové adaptace
- Про Клаву Иванову (1969), ruský sovětský televizní film, režie Leonid Marjagin.

## Česká vydání
- Požár v tajze, Albatros, Praha 1986, přeložila Julie Heřmanová-Kohnová.